# André Souquière
André Souquière, né le 25 juillet 1908 à Paris et décédé le 2 juillet 1999 à Versailles, est un homme politique français. Membre du Parti communiste français, il participe à la Résistance et est déporté au camp de Buchenwald. Il est sénateur de la Seine de 1948 à 1952.

## Biographie
Issu d'une famille modeste, André Souquière apprend le métier d'ébéniste. il adhère au Parti communiste français en 1935 et prend rapidement des responsabilités au sein du parti dont il suit pendant six mois, de 1938 à 1939, les cours de l'école centrale à Arcueil.
Au cours de la Seconde Guerre mondiale, il est mobilisé comme mitrailleur de défense antiaérienne et est fait prisonnier. Il s'évade le 17 février 1943. Il entre alors dans la clandestinité et participe à la Résistance dans le Cher où il devient responsable interrégional. Il est arrêté par la Gestapo le 30 avril 1944 et torturé avant d'être déporté à Buchenwald.
À la Libération, il est élu sénateur communiste de Paris, de 1948 à 1952, et devient ensuite secrétaire de la Fédération PCF de Paris. De 1956 à 1976, il est membre du comité central de ce parti. 
De 1954 à 1974, il est l'un des secrétaires nationaux, puis secrétaire général du Mouvement de la paix, où il s'illustre pour ses actions en faveur de la paix en Algérie ou au Vietnam.

## Vie privée
Yvonne Dumont a été sa dernière compagne jusqu'à ses derniers jours.

## Décorations
- Médaille de la Résistance française[3]
- Croix de guerre 1939-1945 avec palmes[2]
- Officier de la Légion d'honneur[2]